# Archernis fulvalis
Archernis fulvalis là một loài bướm đêm trong họ Crambidae.